# Domica
Domica és la cova més gran del Karst eslovac al sud d'Eslovàquia, en el districte de Rožňava. Forma part del complex que continua en la cova de Baradla (Aggtelek) a Hongria. Va ser descoberta el 1926 per Ján Majko. Des de 1932, 1.600 dels 5.140 metres estan oberts al públic. La cova va ser inclosa el 1995 per la UNESCO en la llista de Patrimoni de la Humanitat com a part del lloc Coves càrstiques d'Aggtelek i del karst eslovac.